# 米約高架橋

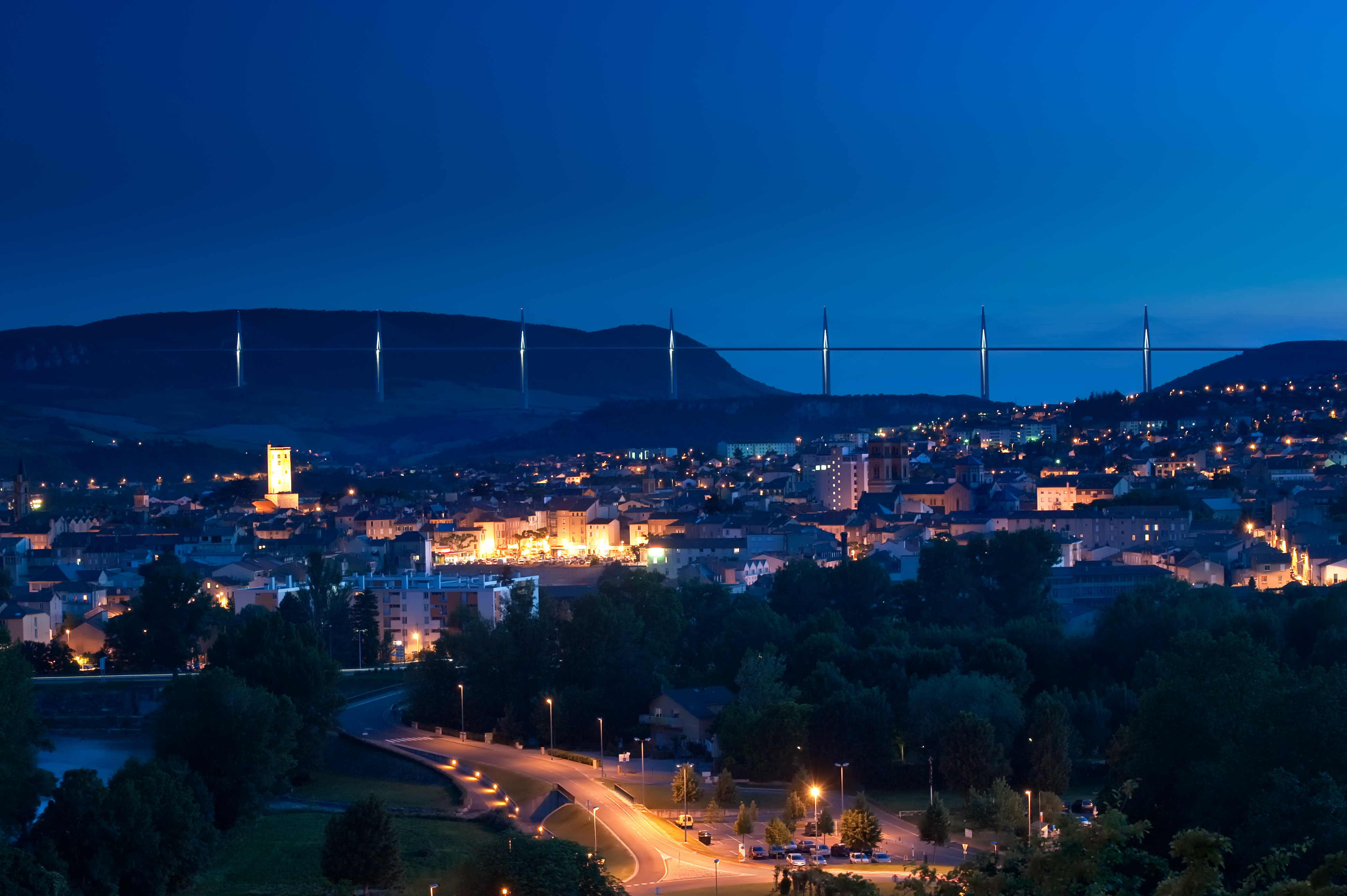
夜間的米約與米約高架橋

米約高架橋（法語：le Viaduc de Millau，IPA：[lə vjadyk də mijo]）是一座位於法國南部米約（Millau）附近的公路橋，最高橋塔頂點高於基座343.0（1,125.3英尺），是全世界結構高度最高的橋樑。其橋面高度270（890英尺），排世界第十二。米約高架橋是巴黎到蒙彼利埃（Montpellier）的A75-A71路軸的一部份，其建造共花去了約4億歐元，用時3年多，2004年12月14日正式揭幕，同月16日通車。該橋樑也在2006年時，獲國際橋樑與結構工程協會（IABSE）頒發「傑出結構獎」（Outstanding Structure Award）獎項。

## 簡介
采用斜張橋設計的米約高架橋橫跨法國南部塔恩河（Tarn）河谷，是南法A75高速公路的一部份。這座橋在完工通車後成為全世界最高的一座橋，其七根橋墩裡的二號墩高度達343公尺（包含橋塔高度在內），比法國著名的艾菲爾鐵塔都還高，並且超越原本的世界冠軍——美國科羅拉多州的皇家峽谷大橋（Royal Gorge Bridge）而成為世界第一。除此之外它比歐洲原本第一高的橋樑——奧地利的歐羅巴大橋（Europabrücke am Brennerpass）足足超出一倍。
米約高架橋的計畫，最早是在1989年6月28日獲得政府批准開始評估，2001年10月16日開工，同年12月14日放下第一塊基石。施工預估需要39個月，但由於工程進度順利，原訂於2005年1月10日通車的計畫，提早到2004年12月14日正式啟用。
米約高架橋的設計人，是世界知名的英國建築師諾曼·福斯特（Norman Foster），而施工則是由法國建設集團埃法日集團（Groupe Eiffage）與法國政府合作承接的。
高架橋的命名源自於橋樑所在地的城市，米約（Millau），位于南法的南部庇里牛斯（Midi-Pyrénées）阿韋龍省境內。

## 建造目的

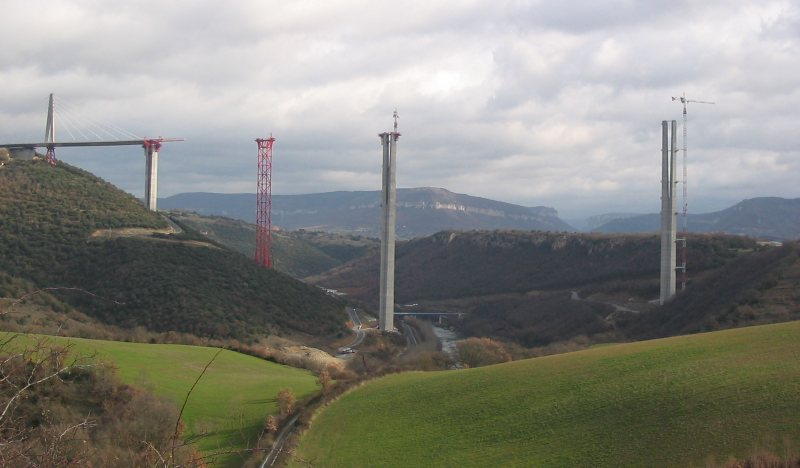
施工中的米約高架橋南端

完工的米約高架橋一如預期地成為法國A75高速公路的主要地標和象徵。以A71與A75為主的這條路軸是一條連結法國與鄰國西班牙的主要交通動脈，從首都巴黎開始，往南抵達地中海海岸的蒙彼利埃後轉向西南，穿過庇里牛斯山進入西班牙。其中從法國中部的克萊蒙費朗（Clermont-Ferrand）到達地中海濱的貝西亞（Béziers）路段編號為A75，由於距離最短且幾乎全路段都是免收過路費，成為從巴黎出發往南方走的遊客們最喜歡的交通路線，尤其在七、八月的假期間，再加上米約市區穿過塔恩河的各座舊橋都十分狹窄，導致壅塞情形尤其嚴重。不過，由於米約高架橋的完成，也打破了地中海公路全程340公里都免費通行的狀態。由於這個耗資3億歐元建設費的計畫是法國政府與埃法日集團採民間興建營運後轉移模式（BOT）合作開發，因此該集團將握有75年的有效經營限期，以收費營利的方式回收投資。埃法日在高架橋北邊6公里處興建了一個新的收費站（本身耗資2千萬歐元），通車後的收費價格約為每輛小型車6歐元，但在交通流量高峰的七、八月會免費給予各種車輛通行，以抒緩交通堵塞的情況。

## 基本細節
米約高架橋的鋼製橋面長達2,460公尺，總重36,000公噸，共分八個跨距。其中，除了最南與最北兩個跨距較短為204公尺長之外，其餘的跨距皆為342公尺。高架橋跨越過塔恩河谷的最低點，連接兩側的拉赫札高地（Causse du Larzec）與紅高地（Causse Rouge），由於兩端高度不同整條橋以3%的縱坡度由南端向北端下降，而為了提升視距，橋面有20公里半徑的水曲率。36,000公噸的橋面是由七座鋼筋混凝土材質的橋墩支撐，其高度從77公尺到240公尺不等，橋墩厚度由底至頂逐漸縮減呈梯形狀，基底斷面寬度24.5公尺，到了橋身的高度後降為11公尺。每一根橋墩都是由16個段落組成，每個段落重2,230公噸，這些段落本身又是在施工現場以每塊60公噸、4公尺寬17公尺長的結構物組成的。結構物是在艾菲爾（Eiffel）公司位於勞特堡（Lauterbourg）與濱海佛司（Fos-sur-Mer）的預鑄場先行製作好之後再運抵施工現場，該公司是這個建築計畫所有鋼鐵結構物的承包廠商。在每座橋墩的上方，還矗立有一個87公尺高的橋塔（Pylon）。
整座橋樑的建設用掉127,000立方公尺的水泥，19,000公噸用來製造鋼筋混凝土的鋼鐵，與5,000公噸用來製作預力混凝土的鋼鐵。根據設計，這座橋有至少120年的壽命。

## 相關數據
- 橋面長度：2,460公尺
- 橋墩數量：7座
- 七號墩（最矮橋墩）的高度：77公尺
- 二號墩（最高橋墩）的高度：343公尺
- 橋塔高度：87公尺
- 橋索數量：154捆
- 橋面厚度：4.20公尺
- 橋面寬度：32.05公尺
- 水泥體積：85,000立方公尺
- 金屬結構重量：36,000公噸

## 外部連結
- 埃法日米約高架橋（法、英、西文版）
- A75公路（法文）
- 米約觀光局 （页面存档备份，存于）
- Structurae: Millau Viaduct（英文） （页面存档备份，存于）